# Miosiren
Miosiren — викопний рід ламантинів з раннього міоцену південно-східної Англії (Саффолк) і Антверпена, Бельгія. Визнано два види, M. canhami та M. kocki.

## Філогенез
У 2014 році кладистичний аналіз вимерлих сирен виявив Miosiren як близького родича Anomotherium в окремій підродині Trichechidae, Miosireninae.